# Dworzysko (Szczawno-Zdrój)
Dworzysko – część miasta Szczawno-Zdrój, położona na północny zachód od szczawneńskiej starówki, w rejonie alei Spacerowej. Dominuje tu zabudowa rezydencyjna i hotelowa.